# 스리 도그 나이트
스리 도그 나이트(Three Dog Night)는 미국의 록 밴드이다.